# Ugley
 (avril 2023).
Ugley est un village et une paroisse civile de l'Essex, en Angleterre.